# Walter Mentz
Walter Mentz (* 1. Oktober 1875 in Danzig; † 14. Oktober 1923 daselbst) war ein deutscher Schiffbauingenieur und Hochschullehrer.

## Leben und Wirken
Seine Geburtsstadt war Danzig, wo sein Vater als Beamter tätig war. Nach dem Besuch des Gymnasiums in Erfurt absolvierte er eine praktische Arbeitszeit. Ab 1894 studierte er Schiffsmaschinenbau an der Technischen Hochschule in Charlottenburg und bestand dort 1901 die Hauptprüfung als diplomierter Schiffbauingenieur. Anschließend begann er im Reichsmarineamt die Laufbahn als Marinebaubeamter, die er jedoch im selben Jahr wieder aufgab, um als Abteilungsleiter bei den Howaldtswerken in Kiel wirksam zu werden. Danach wechselte er als Konstruktionsingenieur zur Stettiner Maschinenbau-Aktiengesellschaft Vulkan in Stettin. 1904 wurde er neunundzwanzigjährig als etatmäßiger Professor für Schiffsmaschinenbau an die neu gegründete Technische Hochschule Danzig(-Langfuhr) berufen und übte dieses Lehramt bis zu seinem frühen Tode mit 48 Jahren aus. Er war Mitglied der 1899 gegründeten Schiffbautechnischen Gesellschaft und des Vereins Deutscher Ingenieure sowie Associate der American Society of Naval Engineers. Weiterhin verfasste er mehrere spezielle Publikationen zur Thematik des Schiffsmaschinenbaus, die eine wichtige Quelle für diesen Bereich der Technikgeschichte darstellen.
Verheiratet war er mit Else Beseler († 1952). Beide fanden ihre letzte Ruhestätte auf dem Südwestkirchhof Stahnsdorf.

## Schriften
- Die Konstruktion der amerikanischen Schiffsmaschinen. Ergebnisse einer Studienreise. In: Schiffbau, Schiffahrt und Hafenbau, Bd.4(1903), S. 531, 571, 625, 661 und 717
- Schiffskessel. Ein Handbuch für Konstruktion und Berechnung, München-Berlin 1907
- A german motor cruiser. In: International Marine Engineering 13(1908), S. 114ff.
- Entwicklung und Stand des Schiffskessel- und Schiffsmaschinenbaues in Deutschland. In: Oswald Flamm: Deutscher Schiffbau, herausgegeben zur ersten Deutschen Schiffbau-Ausstellung in Berlin, Berlin 1908, S. 67–78; ND Bremen 2009 (= Historische Schiffahrt Bd.88)
- Illustrierte Technische Wörterbücher. Bd.III, Dampfkessel, Dampfmaschinen, Dampfturbinen, München 1908 (Mitautor)
- Entwickelung und Stand des deutschen Schiff- und Schiffsmaschinenbaues und des Hochschulunterrichtes auf diesen Gebieten: Rede zur Feier des 50.Geburtstages seiner Majestät des Kaisers und Königs, gehalten am 27. Januar 1909 in der Aula der Technischen Hochschule zu Danzig, Danzig 1909
- Deutsche Schiffsverbrennungsmotoren. In: Schiffbau XII(1911), S. 437, 481, 523 und 563
- Deutscher Schiffsmaschinenbau (Dampfmaschinen, Turbinen, Ölmaschinen). In: Stahl und Eisen Bd.33, Teil 1 (1913), S. 117–134
- Schiffsölmaschinen. In: Schiffbau XIV (1913), S. 511, 568, 617, 667 und 716
- Deutsche Handelsschiffsölmotoren, Berlin 1928 (Sonderabdruck aus „Werft-Reederei-Hafen“, H.9/10/1923)